# Monoaminy
Monoaminy – grupa organicznych związków chemicznych należąca do amin.
Niektóre z nich pełnią funkcję substancji przekaźnikowych (neurotransmiterów) i neuromodulatorów w obwodowym i ośrodkowym układzie nerwowym.
Przykłady monoamin mających znaczenie biologiczne:
- aminy katecholowe: noradrenalina, adrenalina i dopamina
- aminy indolowe: np. serotonina
- histamina

W mózgu monoaminy wytwarzane są w neuronach i magazynowane w zakończeniach aksonów w pęcherzykach synaptycznych. Katabolizowane są przez enzym monoaminooksydazę (MAO) występujący głównie wewnątrz neuronu.

Przeczytaj ostrzeżenie dotyczące informacji medycznych i pokrewnych zamieszczonych w Wikipedii.